# Pino Mauro
Pino Mauro (nom de scène de Giuseppe Mauriello, né à Villaricca le 15 décembre 1939) est un chanteur et acteur italien.
Sa carrière s'est partagée entre l'interprétation vocale de pièces du répertoire de la chanson napolitaine et l'interprétation de la sceneggiata, une forme de drame théâtral musical typique de Naples en vogue au début du XXe siècle.

## Filmographie partielle
- 1977 : Onore e guapparia de Tiziano Longo[2].
- 1978 : I figli non si toccano! de Nello Rossati
- 1979 : I guappi non si toccano de Mario Bianchi
- 1980 : Attenti a quei due napoletani de Mario Gariazzo
- 2017 :  Ammore e malavita de Marco et Antonio Manetti